# 居格利亞峰
46°29′27″N 9°45′36″E / 46.4909138°N 9.7599361°E

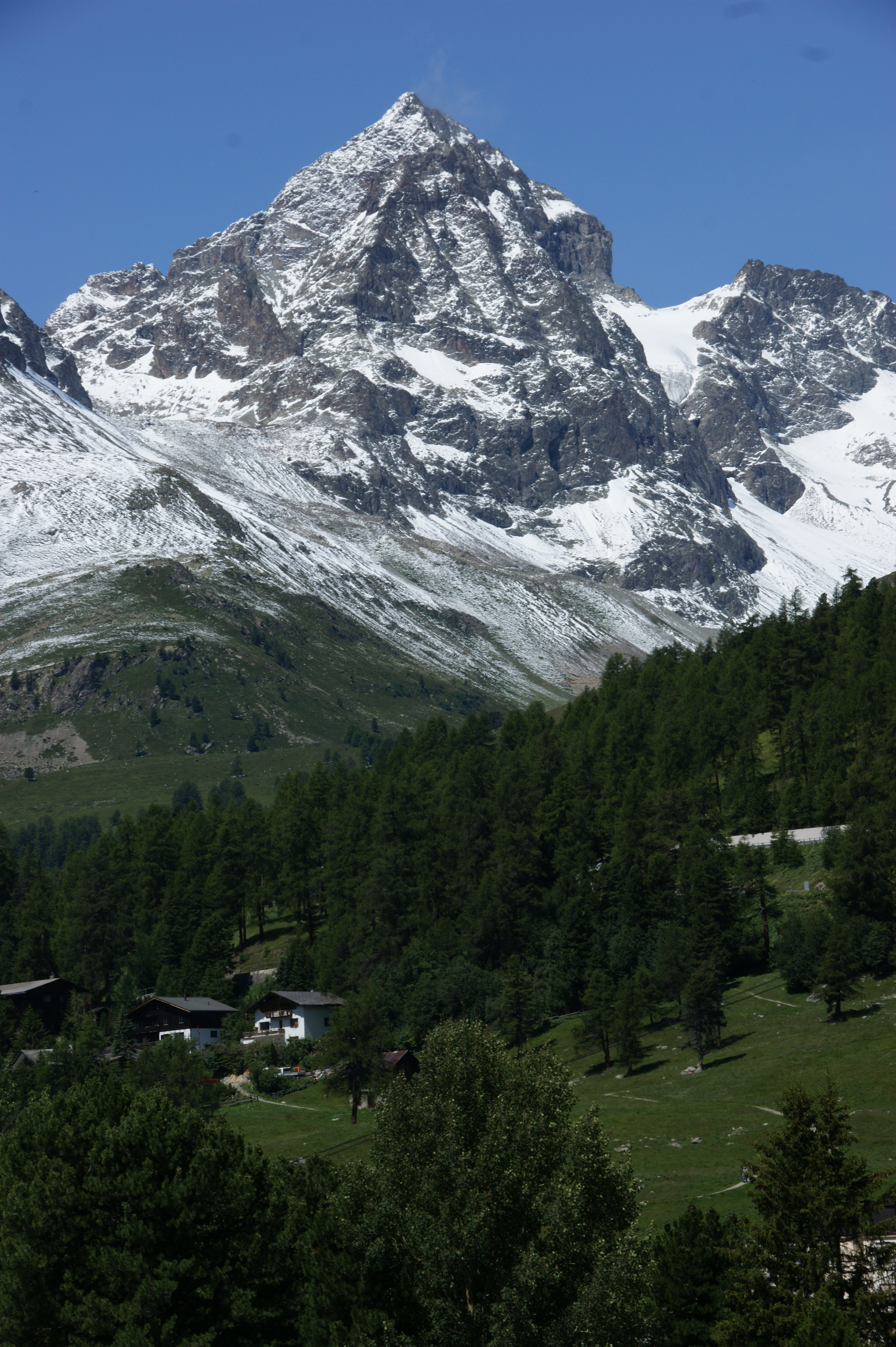

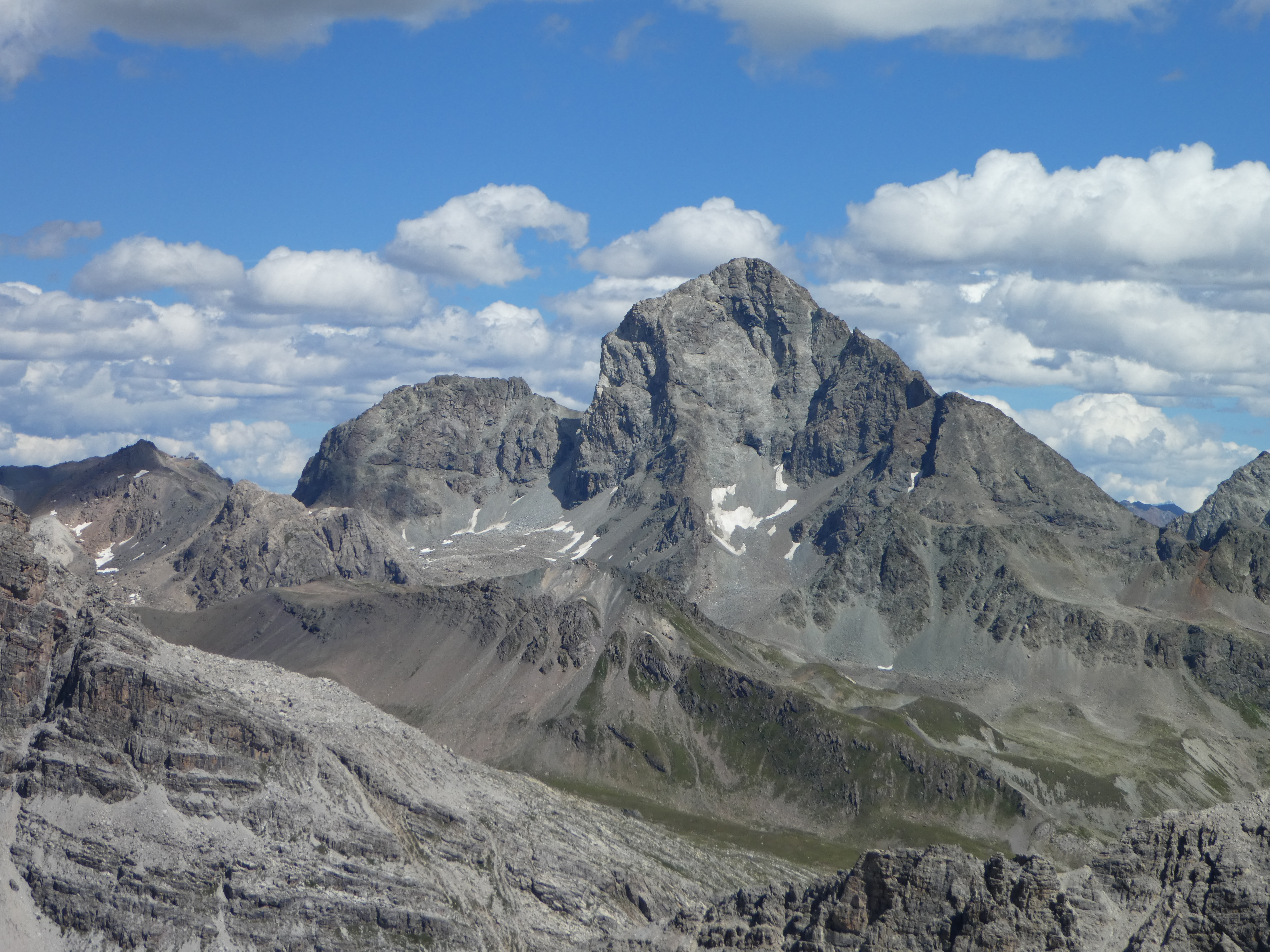

居格利亞峰（Piz Julier），是瑞士的山峰，位於該國東部，由格勞賓登州負責管轄，屬於阿爾布拉山脈的一部分，距離卡德拉斯峰7公里，海拔高度3,380米。